# دبرای سائوتومه و پرنسیپ
دبرای سائوتومه و پرنسیپ (به انگلیسی: São Tomé and Príncipe dobra) (به زبان بومی: dobra são-tomense) با کد ایزوی STD، یکای پول رایج در کشور سائوتومه و پرنسیپ است. مسئولیت کنترل این یکای پول برعهدهٔ بانک مرکزی سائوتومه و پرنسیپ قرار دارد.
دبرا زمانی یکی از بی ارزش ترین و ضعیف‌ترین پول های جهان بود، به طوری که هر ۲۲/۵۱۱ واحدش، ارزشی برابر با ۱ دلار داشت؛ اما در ژانویه سال ۲۰۱۸ با تغییر کد به STN، هر ۱ دبرای جدید ارزشی برابر با ۱۰۰۰ دبرای قدیمی پیدا کرد.
جمهوری دموکراتیک سائوتومه و پرنسیپ (São Tomé and Príncipe) تنها از دو جزیره کوچک سائوتومه و پرنسیپ در خلیج گینه در غرب آفریقا تشکیل شده است و صادر کننده کاکائو‌، قهوه و نارگیل است. هنوز هم واحد پولی دبرا برای حمایت از اقتصاد محلی در سطح مناسبی قرار ندارد.
اخیرا میادین نفتی در جزیره سائوتومه کشف شده که انتظار می‌رود به زودی بر روی اقتصاد و ارزش دبرا تاثیر مثبت بگذارد.